# Germán Jordán (provins)
Germán Jordán är en provins i departementet Cochabamba i Bolivia. Den administrativa huvudorten är Cliza.